# Pterorthochaetes sulawesii
Pterorthochaetes sulawesii är en skalbaggsart som beskrevs av Renaud Maurice Adrien Paulian 1987. Pterorthochaetes sulawesii ingår i släktet Pterorthochaetes och familjen Hybosoridae. Inga underarter finns listade i Catalogue of Life.